# 常盤 (さいたま市)
常盤（ときわ）は、埼玉県さいたま市浦和区の町丁。現行行政地名は常盤一丁目から常盤十丁目。住居表示実施地区。郵便番号は330-0061。

## 地理
さいたま市浦和区西部に位置する。北で北浦和、北東で元町、東で本太、南東で東仲町、南で仲町、西で中央区大戸、北西で新中里に接する。十丁目は北側に突き出た場所に位置する。また大戸四丁目が常盤に突き出している。文教都市浦和の中でも鹿島台と称された大宮台地上の高台に位置する。水域はない。埼玉県内有数の高級住宅街である。関東大震災後に多くの文化人（浦和画家）が移住し、浦和アトリエ村を形成した。さいたま市役所、浦和区役所、テレビ埼玉本社、埼玉りそな銀行本社等が集まる行政の中心である。
かつては北浦和駅西口（駅自体は北浦和に所在）に埼玉大学があったが、1971年（昭和46年）に大字下大久保（現在のさいたま市桜区に所在）に移転し、跡地に県立北浦和公園が建設された。また、四丁目にはエフエムナックファイブ本社が置かれていた。
さいたま市役所庁舎の前身である浦和市役所庁舎は、仲町にある現在の浦和ロイヤルパインズホテル敷地から1971年（昭和46年）1月に移転してきた。

## 歴史
- 1937年（昭和12年） - 浦和市大字浦和宿の一部から常盤町一丁目〜十丁目が成立。町名変更以前から常磐町などと通称されていた。
- 1965年（昭和40年）7月1日 - 住居表示実施により常盤町一丁目〜十丁目から常盤一丁目〜十丁目が成立。
- 2001年（平成13年）5月1日 - 浦和市が与野市、大宮市と合併しさいたま市となり、さいたま市の町名となる。
- 2003年（平成15年）4月1日 - さいたま市が政令指定都市に移行し、さいたま市浦和区の町名となる。

### 史跡
- 二・七市場跡
- 石橋供養仏

## 世帯数と人口
2017年（平成29年）9月1日現在の世帯数と人口は以下の通りである。埼玉県内では川島町（約2万人）より人口が多い。
| 丁目       | 世帯数    | 人口     |
| ---------- | --------- | -------- |
| 常盤一丁目 | 1,239世帯 | 2,709人  |
| 常盤二丁目 | 960世帯   | 2,109人  |
| 常盤三丁目 | 1,640世帯 | 3,541人  |
| 常盤四丁目 | 714世帯   | 1,685人  |
| 常盤五丁目 | 803世帯   | 1,908人  |
| 常盤六丁目 | 520世帯   | 1,266人  |
| 常盤七丁目 | 554世帯   | 1,384人  |
| 常盤八丁目 | 517世帯   | 1,445人  |
| 常盤九丁目 | 1,572世帯 | 3,111人  |
| 常盤十丁目 | 1,428世帯 | 3,576人  |
| 計         | 9,947世帯 | 22,734人 |

## 小・中学校の学区
市立小・中学校に通う場合、学区（校区）は以下の通りとなる。
| 丁目       | 番地 | 小学校                 | 中学校                 |
| ---------- | ---- | ---------------------- | ---------------------- |
| 常盤一丁目 | 全域 | さいたま市立仲町小学校 | さいたま市立常盤中学校 |
| 常盤二丁目 | 全域 | さいたま市立仲町小学校 | さいたま市立常盤中学校 |
| 常盤三丁目 | 全域 | さいたま市立常盤小学校 | さいたま市立常盤中学校 |
| 常盤四丁目 | 全域 | さいたま市立仲町小学校 | さいたま市立常盤中学校 |
| 常盤五丁目 | 全域 | さいたま市立仲町小学校 | さいたま市立常盤中学校 |
| 常盤六丁目 | 全域 | さいたま市立仲町小学校 | さいたま市立常盤中学校 |
| 常盤七丁目 | 全域 | さいたま市立仲町小学校 | さいたま市立常盤中学校 |
| 常盤八丁目 | 全域 | さいたま市立仲町小学校 | さいたま市立常盤中学校 |
| 常盤九丁目 | 全域 | さいたま市立常盤小学校 | さいたま市立常盤中学校 |
| 常盤十丁目 | 全域 | さいたま市立常盤小学校 | さいたま市立常盤中学校 |

## 交通

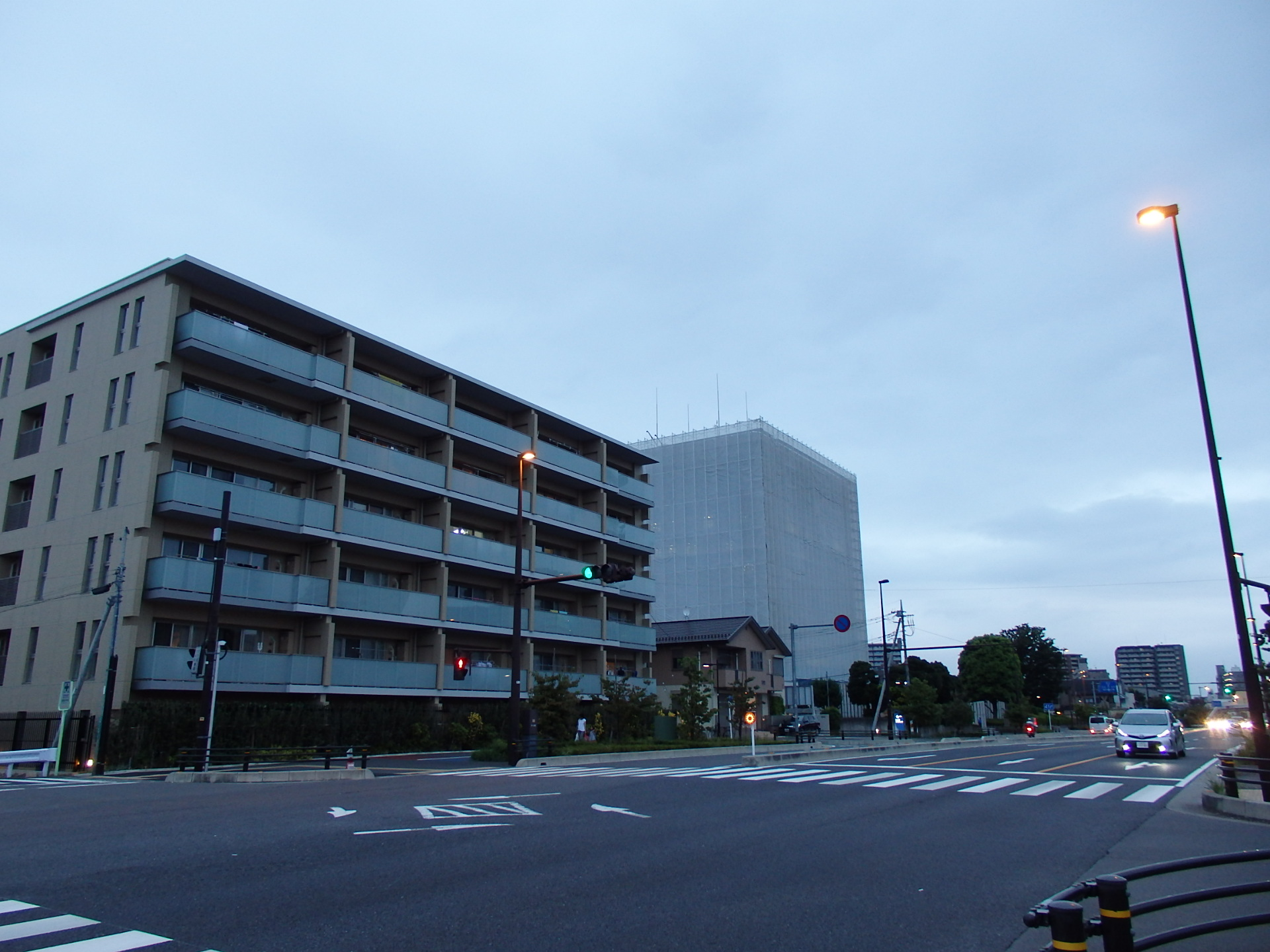
道場三室線（常盤七丁目）

### 鉄道
JR東日本東北本線（ 宇都宮線、高崎線、上野東京ライン、 湘南新宿ライン、 京浜東北線）および武蔵野線大宮支線が通るが、町域内に駅はない。浦和駅や北浦和駅が最寄り駅となっている。

### 道路
- 国道17号（中山道）
- 国道463号現道（中山道・埼大通り）・越谷浦和バイパス
- 埼玉県道65号さいたま幸手線（旧中山道）
- 埼玉県道57号さいたま鴻巣線本線（新六間道路）・バイパス
- 道場三室線（越谷浦和BPの一部および埼玉県道57号さいたま鴻巣線バイパスと重複）
- 町谷本太線（市役所通り）

橋梁
地内には河川がないため、下記は全て陸橋（跨線橋）である。
- 新浦和橋（国道463号越谷浦和バイパス）
- 浦和橋（埼玉県道65号さいたま幸手線）
- 鯛ヶ窪橋（市役所通り）

### バス
- 国際興業バス
  - 浦和駅西口〜大久保浄水場線（浦13） - 常盤一丁目、常盤二丁目、常盤四丁目、六間道路、市役所北口、水道局営業所
  - 浦和駅西口〜桜区役所線（浦12） - 同上
  - 浦和駅西口〜下大久保線（浦13-2） - 同上
  - 浦和駅西口〜桜区役所線（浦12-2） - 市役所前、六間道路、市役所北口、水道局営業所
  - 浦和駅西口〜大久保浄水場線（浦13-3） - 同上
  - 西浦和車庫〜北浦和駅西口線（北浦80） - 水道局営業所、市役所北口、六間道路、埼玉りそな銀行、常盤七丁目
  - 浦和駅西口〜北浦和駅西口線（浦14） - 同上
  - 北浦和駅西口〜白鍬電建住宅線（北浦04） - 埼玉メディカルセンター、二度栗山
  - 北浦和駅西口〜新中里三丁目線（北浦81） - 同上
  - 北浦和駅西口〜さいたま新都心駅線（新都01） - 同上
  - 北浦和駅西口〜埼玉大学線（北浦03） - 常盤十丁目

## 公園・緑地

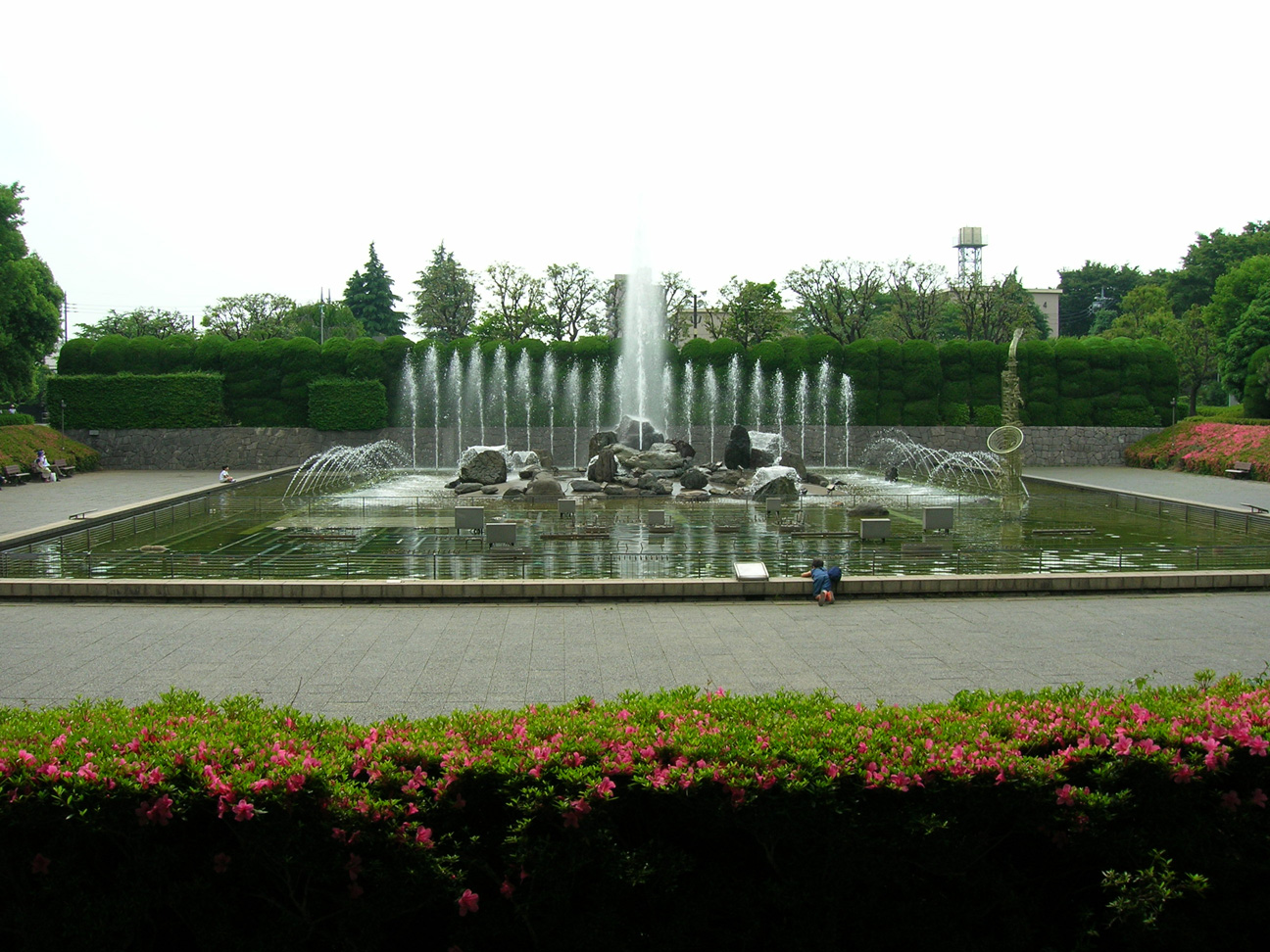
北浦和公園

- 北浦和公園
- 浦和北公園
- 常盤緑道
- 県議会の森
- 常盤公園 - 浦和地方裁判所跡

## 施設
公共
- さいたま市役所
- 浦和区役所
- さいたま市議会
- さいたま市教育委員会
- さいたま市役所大気測定局
- 埼玉県知事公館
- 浦和警察署
- さいたま市消防局本部・浦和消防署
- 浦和地方合同庁舎
  - 自衛隊埼玉地方協力本部
- 埼玉県立近代美術館
- 浦和伝統文化館恭慶館

教育
- さいたま市立常盤小学校
- さいたま市立仲町小学校
- 埼玉大学教育学部附属小学校
- 埼玉大学教育学部附属幼稚園
- 常盤幼稚園
- 常盤こころ保育園
- さいたま市立常盤保育園
- ひなぎく幼稚園
- 浦和バプテスト幼稚舎

金融
- 埼玉りそな銀行本部・さいたま営業部
- 群馬銀行浦和支店
- 川口信用金庫北浦和支店

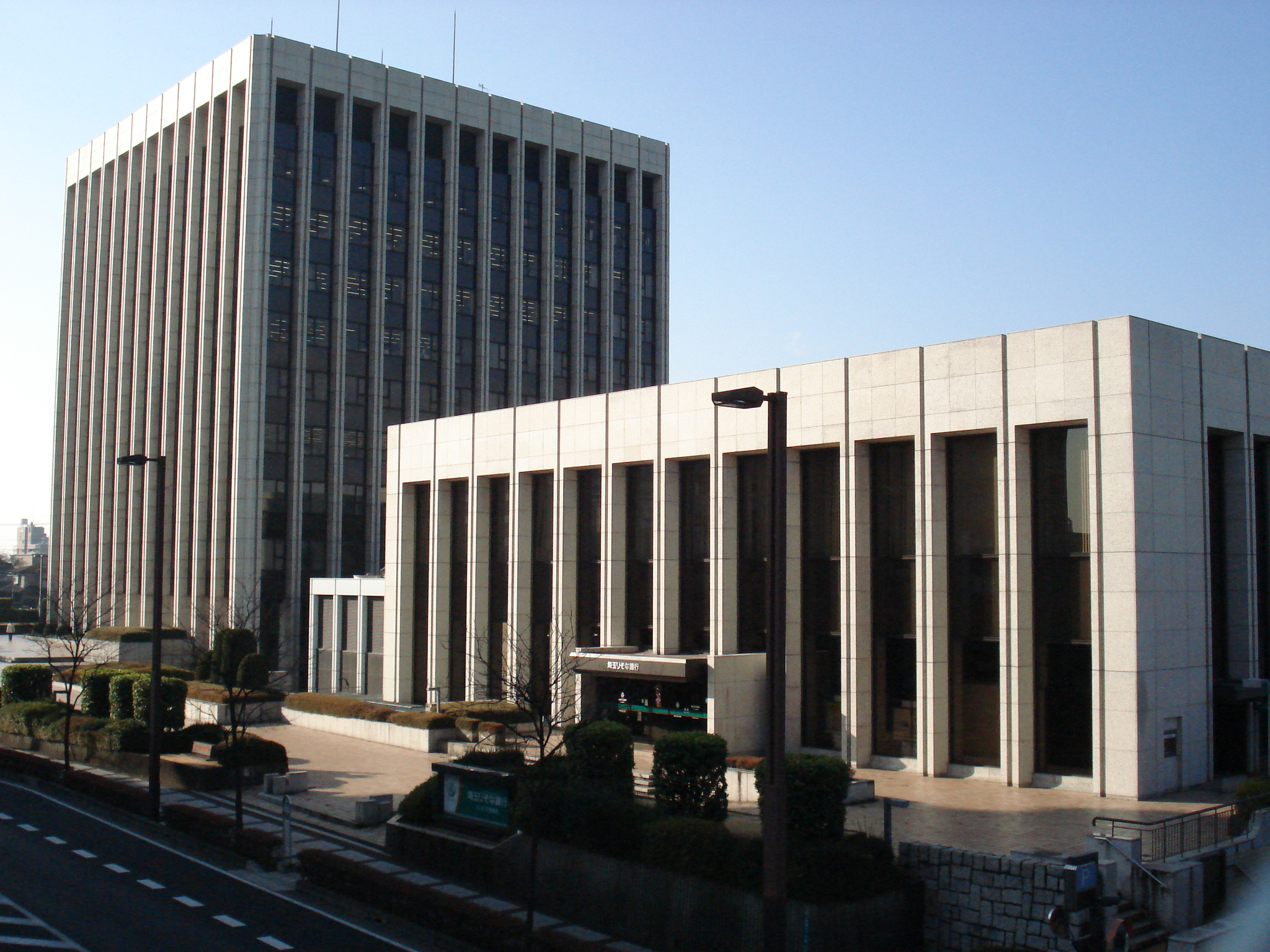
埼玉りそな銀行さいたま営業部

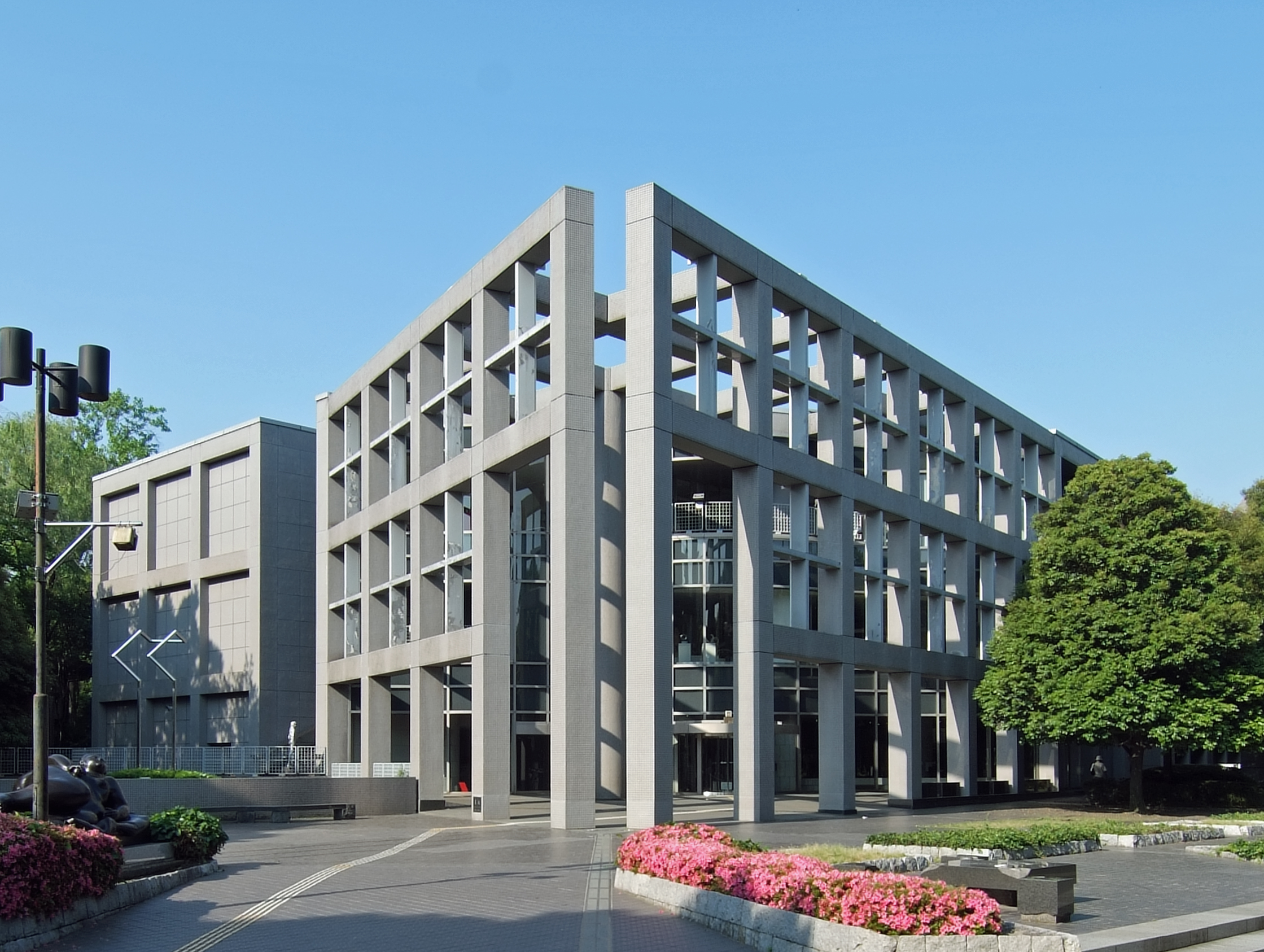
埼玉県近代美術館

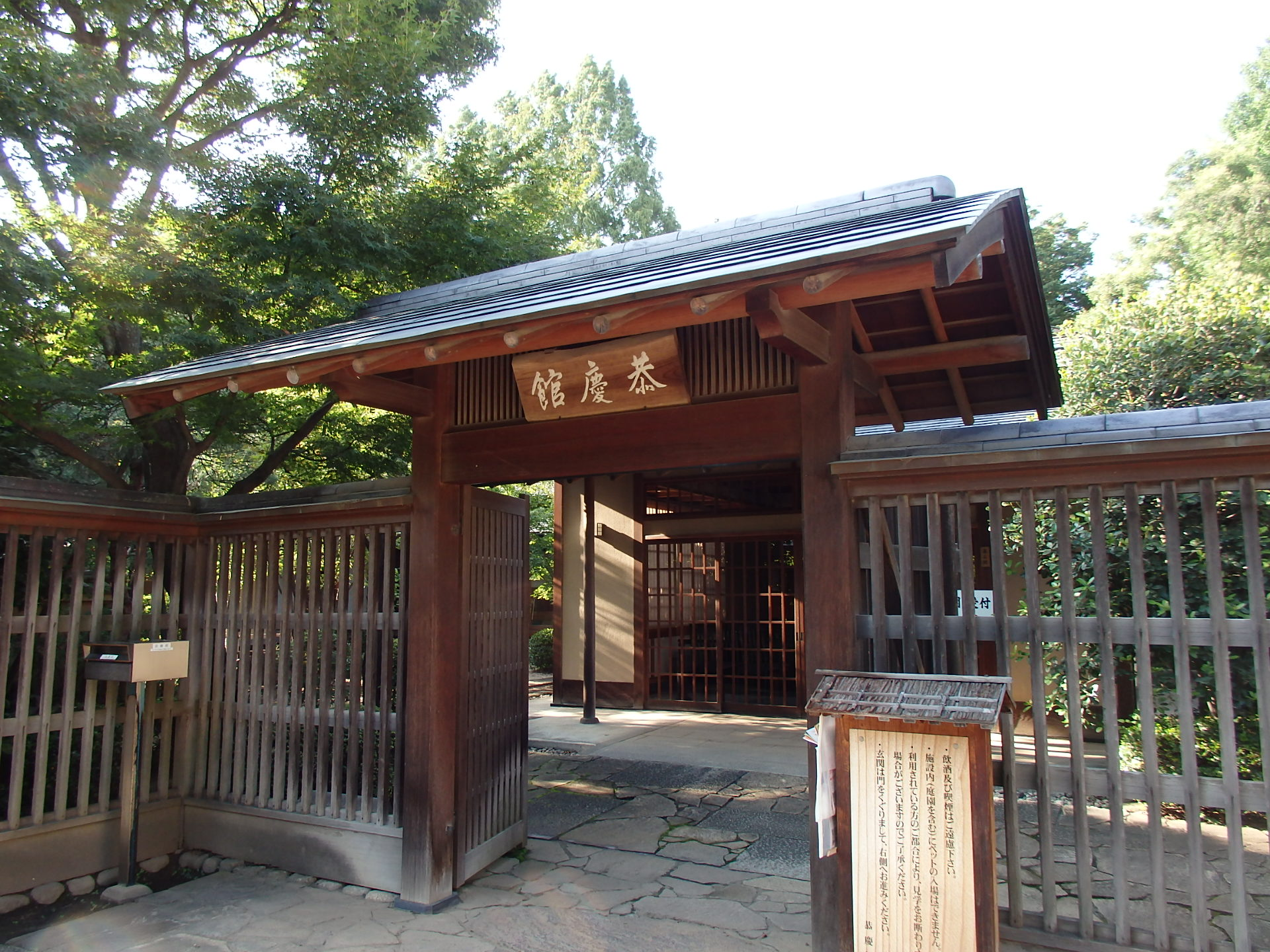
浦和伝統文化館恭慶館

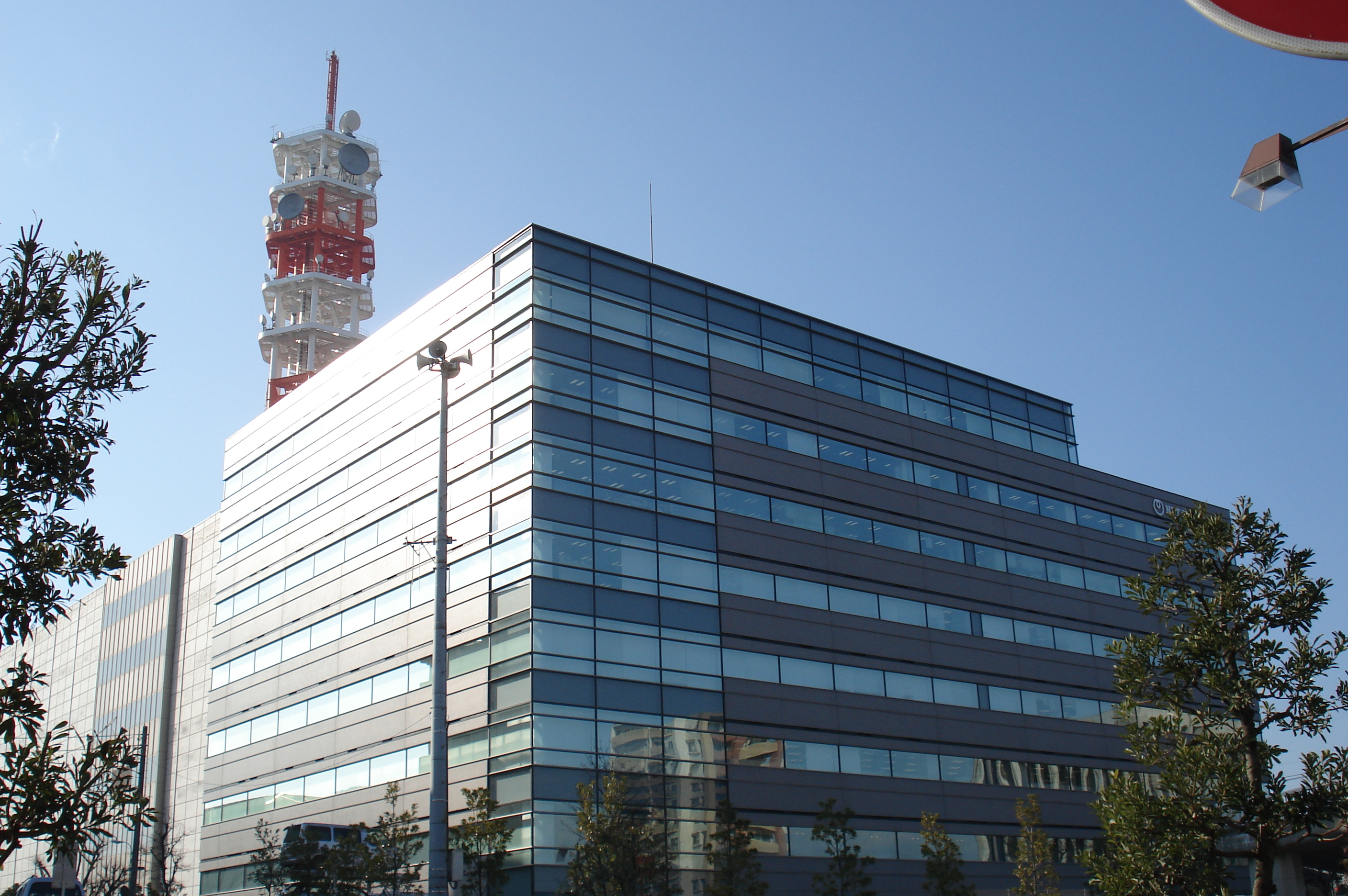
NTT東日本-関信越本社

テレビ埼玉

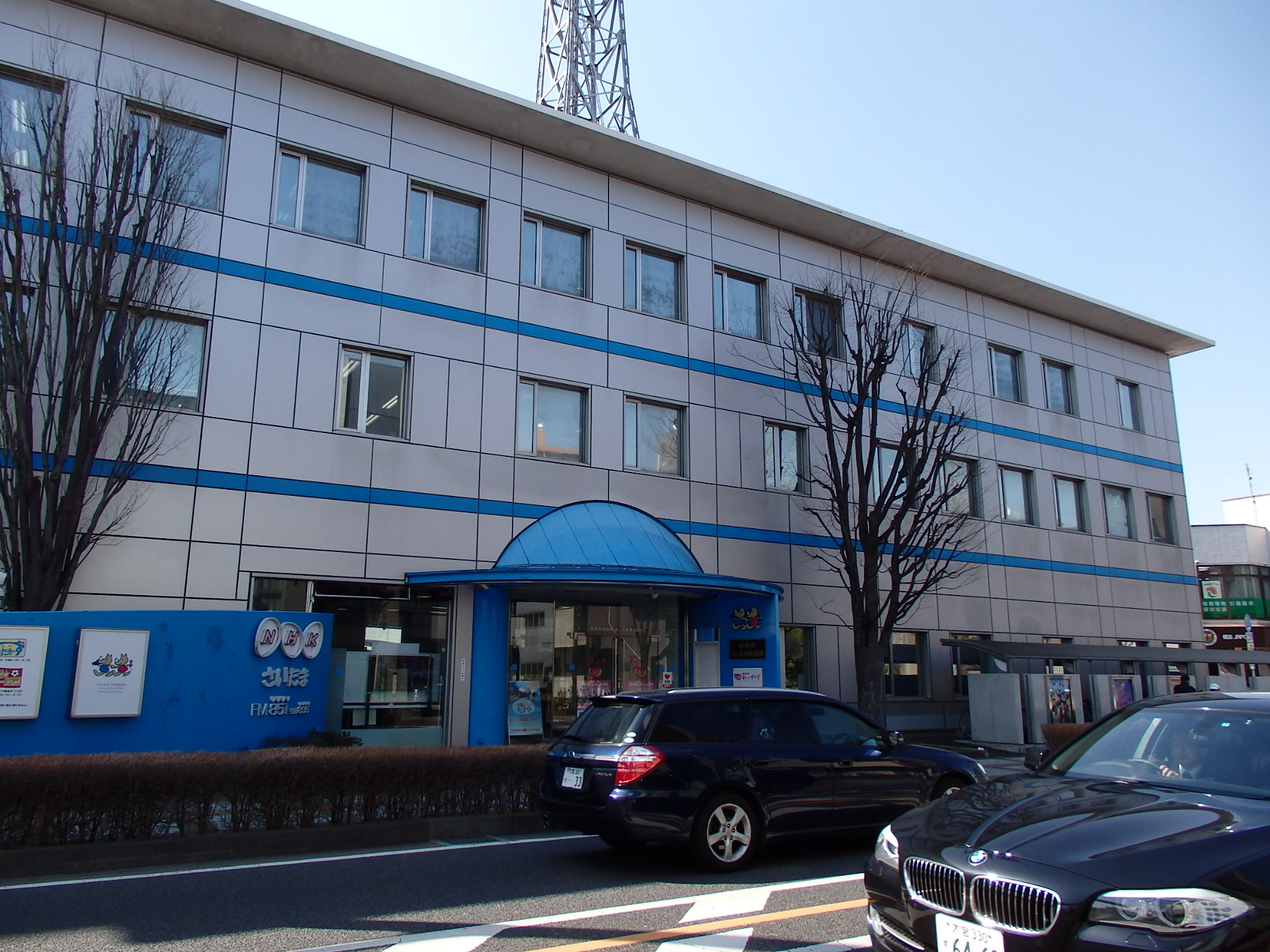
NHKさいたま放送局

- 埼玉縣信用金庫さいたま営業本部（浦和常盤ビル）

その他
- NHKさいたま放送局
- テレビ埼玉本社
- NTT東日本-関信越本社（NTT東日本さいたま新常盤ビル）
- 浦和常盤十丁目郵便局
- さいたま市産業創造財団勤労者福祉サービスセンター
- カテドラル浦和教会
- 浦和福音自由教会
- 企業厚済会埼玉県支部
- 浦和織物会館
- さいたま市浦和休日急患診療所（旧浦和市民保険センター・浦和市急患休日診療所）
  - 浦和医師会
  - 浦和歯科医師会
  - 浦和薬剤師会
- 朝日新聞社さいたま支局
- 読売新聞社さいたま支局
- 時事通信社さいたま支局

## 出身・ゆかりのある人物
- 石井桃子 - 出身者
- 高田誠 - 出身者
- 畑和 - 居住者
- 清水勇人 - 一時居住